# Syncolostemon teucriifolius
Syncolostemon teucriifolius là một loài thực vật có hoa trong họ Hoa môi. Loài này được (Hochst.) D.F.Otieno mô tả khoa học đầu tiên năm 2006.